# Hoy (Fernsehsendung)

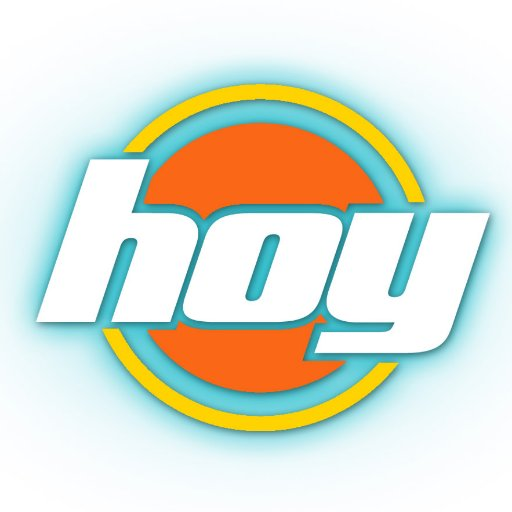
Ehemaliges Logo von hoy

Hoy (zu Deutsch Heute) ist eine Fernsehsendung des mexikanischen Medienunternehmens Televisa. Es wird derzeit seit 3. August 1998 auf dem Fernsehsender Las Estrellas jeden Montag bis Freitag um 9:00 Uhr ausgestrahlt.

## Mitwirkende
- Martha Figueroa (seit 2016)
- Maca Carriedo (seit 2016)
- Rosa Concha  (seit 2018)
- Shanik Berman  (seit 2018)
- Mizada Mohamed (2000-2002, seit 2008)
- Yogui (seit 2016)
- Kalinda Kano (seit 2016)
- Veronica Toussaint (seit 2016)
- Eduardo Salazar (seit 2016)
- Fernanda Centeno (seit 2016)
- César Lozano (seit 2016)

## Segmente
| Titel                                  | Anmerkungen                                                    |
| -------------------------------------- | -------------------------------------------------------------- |
| Shows                                  | Präsentiert von Alex Kaffie und Marta Figueroa                 |
| Horoskope                              | Präsentiert von Mohamed Mizada                                 |
| Zusammenfassung der Telenovela         | Präsentiert von Alfredo Gudini                                 |
| Schönheit                              | Präsentiert von Kalinda Kano                                   |
| Yoga                                   | Präsentiert von Veronica Toussaint                             |
| Kochen                                 | Präsentiert von Alfredo Oropeza und Yogui                      |
| Sozialen Medien                        | Präsentiert von Natalia Tellez, Pedro Prieto und Maca Carriedo |
| Hoy es para amar (Heute ist zu lieben) | Telenovela-Skizze mit der Besetzung der Sendung                |
| Nachrichten                            | Präsentiert von Eduardo Salazar                                |
| Komödie                                | Präsentiert von Ricardo Margaleff und Reinaldo Rossano         |